# Station Sixmilebridge
Station Sixmilebridge is een spoorwegstation in Sixmilebridge in het Ierse graafschap Clare. Het station ligt aan de Western Railway Corridor, oorspronkelijk de lijn van Limerick naar Claremorris in het graafschap Mayo. Passagiersvervoer op deze lijn werd in 1976 beëindigd. In 1984 werd de lijn tussen Limerick en Ennis weer opengesteld. 
Het huidige station in Sixmilebridge werd in 2010 geopend, tegelijk met het doortrekken van de lijn van Ennis naar Galway. Op werkdagen rijden er volgens de dienstregeling 2015 negen treinen in beide richtingen, waarbij in de richting Galway sommige treinen niet verder gaan dan Ennis.